# В метре
«В метре» — тринадцатый официальный студийный альбом рок-группы «Машина времени», вышедший 6 ноября 2020 года.

## История
Андрей Макаревич и Александр Кутиков приступили к созданию новых песен весной 2020 года на самоизоляции. 1 июля группа начала запись альбома на московской студии «Полифон». Мастеринг проходил осенью на знаменитой «Abbey Road» в Лондоне. Официальный релиз пластинки состоялся 6 ноября 2020 года. На сервисе Яндекс.Музыка было опубликовано специальное deluxe-издание с комментариями Андрея Макаревича к каждой песне. На следующий день после выхода альбом занял 1-е место по числу скачиваний в России на сайте iTunes.
Три песни с альбома: «Пой песню, пой, дульсимер», «То, что всегда с тобой» и «Все корабли сегодня вернутся домой» выходили в 2018 году на EP «То, что всегда с тобой». Песня «Просыпается ветер» была выпущена отдельным синглом в декабре 2019 года.
На композиции «То, что всегда с тобой», «Все корабли сегодня вернутся домой», «Просыпается ветер», «Часы» и «Мы рядом» были сняты видеоклипы.

## Список композиций
Слова и музыка всех песен — Андрей Макаревич, если не указано иное.
| №                   | Название                             | Музыка              | Длительность |
| ------------------- | ------------------------------------ | ------------------- | ------------ |
| 1.                  | «Просыпается ветер»                  |                     | 4:08         |
| 2.                  | «Пой песню, пой дульсимер»           | Александр Кутиков   | 4:33         |
| 3.                  | «Мы рядом»                           | Александр Кутиков   | 4:33         |
| 4.                  | «Свет рождает свет»                  | Александр Кутиков   | 3:02         |
| 5.                  | «Стена»                              |                     | 3:27         |
| 6.                  | «То,что всегда с тобой»              |                     | 4:52         |
| 7.                  | «Все корабли сегодня вернутся домой» |                     | 4:26         |
| 8.                  | «Часы»                               |                     | 3:15         |
| 9.                  | «Зона»                               |                     | 4:23         |
| 10.                 | «Время ходит на мягких лапах»        |                     | 1:45         |
| Общая длительность: | Общая длительность:                  | Общая длительность: | 38:00        |

## Участники записи
- Андрей Макаревич — акустическая и ритм-гитары, дульцимер, фортепиано, вокал, автор
- Александр Кутиков — бас-гитара, вокал, автор и оригинальные идеи
- Валерий Ефремов — ударные
- Игорь Хомич — соло-гитара
- Александр Лёвочкин — клавишные
- Александр Дитковский — бубен, доп.труба и перкуссия
- Кирилл Ипатов — перкуссия

+
- Михаил Владимиров — Губная Гармоника